# Veurise bruchi
Veurise bruchi är en insektsart som beskrevs av Navás 1927. Veurise bruchi ingår i släktet Veurise och familjen Nemopteridae. Inga underarter finns listade i Catalogue of Life.